# Stipe Šuvar
Stipe Šuvar (ur. 17 lutego 1936 w Zagvozdzie, zm. 29 czerwca 2004 w Zagrzebiu) – chorwacki i jugosłowiański polityk i socjolog.

## Życiorys

### Kariera naukowa
W 1960 roku ukończył studia na Wydziale Prawa Uniwersytetu w Zagrzebiu, a pięć lat później uzyskał na tej uczelni stopień naukowy doktora. W latach 1963–1965 był redaktorem naczelnym czasopisma Sociologija sela. W latach 1965–1968 był dyrektorem Instytutu Rolnictwa w Zagrzebiu. Pracę naukową kontynuował w Katedrze Socjologii. W 1982 roku został mu nadany tytuł profesora. Jest uważany za twórcę socjologii wsi w Chorwacji. Wniósł istotny wkład naukowy w przedmiocie socjologii miast, osadnictwa i demografii.

### Kariera polityczna
Od 1972 roku był członkiem Komitetu Centralnego Związku Komunistów Chorwacji. Był współtwórcą reformy oświaty w Socjalistycznej Republice Chorwacji jako minister edukacji, kultury, kultury fizycznej i technicznej republiki związkowej (lata 1974–1982). W latach 1988–1989 był Przewodniczącym Związku Komunistów Jugosławii. W latach 1989–1990 był chorwackim członkiem Prezydium SFR Jugosławii. W 1994 roku utworzył pismo Hrvatska ljevica. W 1997 roku założył partię Socijalistička radnička partija.

## Wybrane prace
- Sociološki presjek jugoslavenskog društva (1970)
- Između zaseoka i megalopolisa (1973)
- Samoupravljanje i druge alternative (1972)
- Politika i kultura (1980)
- Socijalizam i nacije (1988)
- Sociologija sela (1988)
- Hrvatski karusel: prilozi političkoj sociologiji hrvatskog društva (2003)[1]